# Olszówka (Bukowina Tatrzańska)
Olszówka – część wsi Bukowina Tatrzańska w Polsce, położona w województwie małopolskim, w powiecie tatrzańskim, w gminie Bukowina Tatrzańska.
W latach 1975–1998 Olszówka administracyjnie należała do województwa nowosądeckiego.